# 2003年大西洋飓风季的风暴
2003年大西洋飓风季是一次较为活跃的大西洋飓风季，于美国时间2003年6月1日正式开始，同年11月30日结束，传统上这样的日期界定了一年中绝大多数热带气旋在大西洋盆地形成的时间段，但本次飓风季无论是在正式时间段之前和之后都存在热带天气系统活动，热带风暴安娜早在4月20日开始形成，这时离飓风季正式开始还有超过40天的时间，全年的风暴活动一直持续到了12月11日。
本季是有纪录以来最活跃的大西洋飓风季之一，共计产生21个热带低气压，其中16个达到热带风暴强度并因此获得命名，7个达到飓风强度，3场成为大型飓风，还有1场达到萨菲尔-辛普森飓风等级下最高的五级强度。全季最具影响的风暴分别是飓风法比安、伊莎贝尔和胡安，其名称也因飓风造成的严重破坏而退役。飓风季期间的所有风暴一共夺走至少92条人命，还造成44亿美元的破坏。
| 注释说明 |  | 外部链接 |
| 参见     |  |          |

| TS | 安娜 |
| TD | 二   |
| TS | 比尔 |

| 1  | 克劳德特 |
| 1  | 丹尼     |
| TD | 六       |

| TD | 七     |
| 1  | 埃里卡 |
| TD | 九     |

| 4  | 费边   |
| TS | 格雷斯 |
| TS | 亨利   |

| 5  | 伊莎贝尔 |
| TD | 十四     |
| 2  | 胡安     |

| 3  | 凯特 |
| TS | 拉里 |
| TS | 明迪 |

| TS | 尼古拉斯 |
| TS | 奥德特   |
| TS | 彼得     |

| TS | 安娜 |
| TD | 二   |
| TS | 比尔 |

| 1  | 克劳德特 |
| 1  | 丹尼     |
| TD | 六       |

| TD | 七     |
| 1  | 埃里卡 |
| TD | 九     |

| 4  | 费边   |
| TS | 格雷斯 |
| TS | 亨利   |

| 5  | 伊莎贝尔 |
| TD | 十四     |
| 2  | 胡安     |

| 3  | 凯特 |
| TS | 拉里 |
| TS | 明迪 |

| TS | 尼古拉斯 |
| TS | 奥德特   |
| TS | 彼得     |

| 萨菲尔-辛普森飓风风力等级 |    |    |    |    |    |    |
| TD                        | TS | C1 | C2 | C3 | C4 | C5 |

## 风暴

### 热带风暴安娜
4月18日，由于上层低压槽和地表锋面槽的相互影响，百慕大西南偏南方向约390公里海域发展出一股不具备热带天气系统特征的低气压。系统起初向西南方向移动，之后又转向东南。发展出集中的对流后，系统于4月20日在百幕大以西海域成为亚热带风暴并获名“安娜”（Ana）。风暴向东南偏东方向移动并逐渐组织，于4月21日发展出上层暖芯后转变成热带气旋，并达到持续风速每小时95公里的最高强度。由于风切变增多，安娜的强度出现波动，然后开始稳步减弱，4月24日，风暴中心与逐渐逼近的冷锋融合，表明安娜已转变成温带气旋。风暴残留继续向东北偏东前进，于4月27日被冷锋吸收。
截至2014年，安娜仍然是有纪录以来唯一在4月形成的北大西洋热带气旋，也是大西洋盆地在这个月出现的第二场亚热带气旋，上一次出现这种情况是在1992年。安娜在前后数天里一共给百慕大带去67毫米降水。气旋产生的大浪冲击佛罗里达州海岸，导致朱庇特湾有一艘船只倾覆，船上两人溺亡，另外两人获救。安娜转变成的温带风暴给亚速尔群岛和英国带去小雨，但没有报道表明气旋造成了严重影响。

### 第二号热带低气压
6月6日，一股东风波离开非洲海岸。系统在低纬度海域向西移动，其轴线上存在的扰动天气到6月9日时组织结构已有改善，考虑到此时飓风季尚未开始，系统的外境环境相对而言已很有利于热带气旋发展。系统起初没有层次分明的下层环流，6月10日，对流已有进一步增长，美国国家飓风中心于6月11日清晨宣布位于热带大西洋中部的气旋已成为第二号热带低气压，这也是有纪录以来第4个于6月在小安的列斯群岛以东发展形成的热带气旋，另外两个分别是2000年的第二号热带低气压，1979年的热带风暴安娜，以及1933年的第二号飓风。
气象部门起初预测低气压会达到热带风暴标准，并在周围保有良好的外流和部分带状特征。协调世界时6月11日上午9点左右，根据卫星数据估计，低气压的强度已接近热带风暴标准。但是，系统中的对流随后就开始消亡并移位至中心的东北方向，低气压也于6月11日晚在巴巴多斯东南偏东方向约1535公里海域退化成东风波。虽然东风波的组织结构依然良好，并带有层次分明的下层涡旋，但由于存在强烈的风切变而无法得到发展。6月13日，系统残留经过小安的列斯群岛，并继续向西穿越加勒比海。

### 热带风暴比尔
热带风暴比尔源于6月29日尤卡坦半岛以北的一股东风波。系统在北上期间缓慢增强，并在从路易斯安那州泰勒博恩堂区肖万（Chauvin）以西约43公里处登陆前不久达到风力时速95公里的最高强度。比尔在陆地上空迅速减弱并加速向东北进发，风暴带来的湿气与逐渐逼近冷锋中的冷空气结合，催生出多达34场龙卷风。7月2日，风暴转变成温带气旋，并在当天晚些时候被冷锋吸收而消散。
风暴在登陆路易斯安那州期间产生中等强度风暴潮，引发潮汐洪灾。该州东北部一个小镇的堤防遭大浪突破，镇上许多民房被淹。土壤湿软加上中等强度的大风导致许多树木倒塌，有些还砸中了房屋和供电线路，引起数十万用户失去电力供应。风暴在更为内陆的区域催生出多场龙卷风，局部地区受到中等程度破坏。热带风暴比尔行经之处共计夺走了4条人命，造成的经济损失约为5000万美元（2003美元，相当于2025年的8281萬美元）。

### 飓风克劳德特
7月7日，一股层次分明的东风波快速经过小安的列斯群岛，虽然产生的风力有热带风暴强度，但未能形成下层环流。系统在加勒比海逐渐组织，于7月8日在多明尼加以南发展成热带风暴并获名“克劳德特”（Claudette）。气旋强度在接下来几天里有所波动，于7月10日达到飓风标准，然后逐渐减弱，于7月11日以热带风暴强度吹袭尤卡坦半岛莫雷洛斯港（Puerto Morelos）。受中等强度风切变影响，克劳德特的结构杂乱无章，但在转向西北偏西进入风切变较少的海域后，风暴于7月15日在德克萨斯州近海重新达到飓风标准，系统快速强化，以每小时145公里的最高风速登陆馬塔戈達島。登岸后，气旋缓慢减弱，先从塔毛利帕斯州北部穿过，最后在奇瓦瓦州西北部上空消散。
气旋尚处东风波时期就对小安的列斯群岛构成轻度破坏，还在佛罗里达州近海间接导致一人丧生。阵风和大规模洪灾致使德克萨斯州东南部412幢建筑物被毁或严重受损，另有1346幢建筑部受到轻度破坏。飓风还令局部沿海地区遭受到严重的海滩侵蚀。狂风刮倒了海岸沿线的许多树木，直接造成1人死亡，间接导致1人遇难。估计风暴沿途一共造成价值至少1.811亿美元（2003年美元，相当于2025年的3億美元）的破坏。

### 飓风丹尼
7月9日，一股东风波离开非洲海岸，其北部向西北偏西前进，于7月13日沿东风波轴线发展出对流区。系统缓慢组织，发展出闭合下层环流后在百慕大以东约1020公里洋面成为第五号热带低气压。低气压迅速发展，仅一天后就成为热带风暴丹尼。气旋围绕反气旋的外围移动，先是朝向西北，之后又转向北上，再又转至东北。虽然所处位置纬度较高，但由于水温异常之高，丹尼继续强化，于7月19日在纽芬兰与拉布拉多的圣约翰斯以南约850公里海域达到飓风标准。
次日，飓风转向东进，风切变也随之增多，丹尼开始弱化，并且减弱速度在进入水温较低的海域后加快。到了7月20日，气旋已转向东南并降级成热带低气压，并于7月21日退化成残留低气压区。系统残留总体西南方向移动，但朝向很不稳定，最终于7月27日在最初形成位置以东约1015公里洋面消散。没有任何报道表明这场风暴有造成任何人员伤亡或财产损失。

### 第六号热带低气压
7月14日，一股东风波离开非洲西海岸。系统起初稳步向西移动，并随着上层气流环境变得更加有利而发展出较为集中的雷暴，美国国家飓风中心于7月19日晚把位于小安的列斯群岛以东约1675公里海域的系统归类为第六号热带低气压。成为热带气旋后，低气压的北侧和南翼均保有结构混乱的钩状雨带，气象部门起初认为，由于水温较高，风切变非常少，爆发性增强所需要的5项条件已经达成4项，因此气旋会在达到飓风强度后穿越小安的列斯群岛。但接下来由于冷空气入侵，并且东南方向还有扰动天气造成系统不稳定，低气压的对流因此消亡。
由于系统的移动速度很快，气象部门在7月20日这天已很难确认下层环流的存在。7月21日，弧形对流有所增长，小安的列斯群岛中的多个岛屿为此发布热带风暴警告或观察预警。经过巴巴多斯以北洋面后，飓风猎人侦察机未能在系统内找到闭合下层环流，美国国家飓风中心因此估计低气压已于7月21日晚退化成开放式东风波。系统残留给小安的列斯群岛带去少量降水，之后进入加勒比海，但由于风切变增多而无法重新发展。东风波的北部在与南部分裂后发展成为第七号热带低气压。

### 第七号热带低气压
7月23日，有东风波与上层低气压相互作用，在伊斯帕尼奥拉岛附近发展出深层对流区。系统总体向西北偏北方向前进，其中发展出中到下层环流，美国国家飓风中心根据地面和卫星观测数量估计系统于7月25日中午12点在佛罗里达州戴通纳海滩以东约95公里海域发展成第七号热带低气压。系统所受环境由高气压占主导地位，行经洋面水温较低，同时还受到不利的上层风影响，所以风力时速始终未能超过55公里。
7月26日清晨，低气压登陆乔治亚州圣凯瑟琳岛（St. Catherines Island），然后在陆地上空逐渐减弱，于7月27日消散。气象部门从未预测系统会达到热带风暴强度，所以也就没有发布任何热带风暴警告或观察预警。不过乔治亚州和南卡罗莱纳州大部分地区都发布了洪灾预警。佛罗里达州到北卡罗莱纳州沿海地区出现小到中雨，其中以乔治亚州的萨凡纳降雨量最高，有131毫米。大部分地区的降雨量在25到76毫米之间。没有任何报道表明低气压有造成任何破坏或人员伤亡。

### 飓风埃里卡
8月9日，百慕大以东约1860公里海域出现一片不含热带天气系统特征的低气压，系统与上层低气压相联，起初快速向西南移动，之后又转至向西，在此期间没有得到发展。8月13日，系统对流在途经巴哈马期间增长，并且经过佛罗里达州时还有环流在表面形成，估计系统于8月14日在佛罗里达州麦尔兹堡西南偏西方向约140公里洋面发展成热带风暴并获名“埃里卡”（Erika）。强烈的高压脊令风暴继续快速向西移动，系统逐渐强化，组织结构也得到改善。风暴前进速度到8月15日已有放缓，对流因此得以组织成弧形雨带，并在当晚开始发展出眼状特征。当天上午10点30分左右，埃里卡在登陆塔毛利帕斯州期间达到飓风标准，但美国国家飓风中心在当时的实际操作中由于缺乏数据而没有及时将系统归类为飓风。风暴在墨西哥东北部山区上空行进，风力急剧减弱，气旋于8月17日清晨消散。
飓风沿途降下小到中雨，在部分地区引起洪灾，新莱昂州的蒙特莫雷洛斯（Montemorelos）有两人被洪水卷走后遇难。墨西哥爆发多场泥石流，许多公路堵塞或无法通行。德克萨斯州南部出现的风力较小，受到轻度破坏，不过没有出现美国境内人员伤亡的报道。

### 第九号热带低气压
8月14日，一股强烈的东风波离开非洲海岸稳步向西移动，于8月18日组织出良好的对流区。系统经过小安的列斯群岛，然后于8月21日在波多黎各以南海域发展成第九号热带低气压。低气压很快显示出组织迹象，气象学家预计系统会发展成强烈热带风暴。但是，系统上空意外出现强烈的西南向风切变，导致热带低气压于8月22日晚在多明尼加最东端以南洋面退化成东风波。
低气压的残留给多明尼加共和国带去小到中雨，引发洪灾和河流泛滥，有上百套房屋被淹，还有农作物受损。该国当时已遭受持续数月的干旱，风暴带来的降水缓解了旱情。牙买加东部也出现洪灾，但经受的损失程度不明。

### 飓风法比安
8月25日，一股东风波离开非洲海岸，并且两天后已经发展出足够对流，成为第十号热带低气压。由于行经海域水温较高，并且风切变也很少，低气压于8月28日升级成热带风暴并获名“法比安”（Fabian）。8月30日，气旋强化成飓风，并迅速增强，于当晚达到大型飓风标准，再于9月1日达到风力时速230公里的最高强度。费边转向北上并逐渐减弱，于9月5日以风速每小时180公里强度从百慕大以西约23公里洋面经过。系统加速向东北方向前进，行经水域不利于热带气旋发展，于9月8日转变成温带气旋，再于两天后与格陵兰南部和冰岛之间的另一场温带风暴融合。
风暴产生的强烈海浪对百慕大沿海造成大范围破坏，濒临灭绝的百慕大海燕也受到威胁，有十处巢穴被摧毁。圣乔治斯堂区和圣大卫岛之间的堤道有两辆车被费边产生的风暴潮所困，其中一辆车上载有三名警察，另一辆载有一位平民，之后强大的海浪将两辆车都冲进了卡斯特港（Castle Harbour），估计4人全部丧生。狂风导致岛上2万5000人失去供电，还对植被构成重创。百慕大有许多建筑物的屋顶因狂风受损或被毁。全岛共计受到价值3亿美元（2003年美元，相当于2025年的4.97億美元）的破坏。此外，飓风产生的大浪还致使北卡罗莱纳州一名男子淹死，纽芬兰以南的纽芬兰大浅滩有渔船沉没，船上三人丧生。

### 热带风暴格雷斯
8月19日，一股强劲东风波伴随低气压系统离开非洲海岸快速向西移动，这此期间没有显著发展，于8月29日在墨西哥湾发展出低气压区。对流继续组织，东风波于8月30日在德克萨斯州科珀斯克里斯蒂东南偏东方向约540公里洋面发展成第十一号热带低气压。低气压迅速增强成热带风暴格雷斯，但由于附近的上层低气压影响而无法进一步强化。8月31日，格雷斯从德克萨斯州加尔维斯顿岛登陆，在陆地上区快速弱化。风暴转向东北，于9月2日在俄克拉何马州最东面被冷锋吸收。
受风暴影响，德克萨斯州到美国东部普降小到中雨，其中又以德克萨斯州东部降雨量最高，达263毫米。格雷斯登陆前就导致低洼地区被淹，还造成轻度海滩侵蚀。风暴残留令俄克拉何马州和密苏里州南部出现局部洪灾。没有报道表明格雷斯有造成人员丧生，并且总体破坏程度也很轻微。

### 热带风暴亨利
8月22日，一股东风波离开非洲海岸，其结构杂乱无章，于9月1日进入墨西哥湾东部。9月3日，有热带扰动在佛罗里达州坦帕以西约480公里洋面发展成第十二号热带低气压。系统向东移动，于9月5日升级成热带风暴并获名“亨利”（Henri），虽然受强烈风切变影响，但风暴还是在当天晚上达到持续风速每小时95公里的最高强度。气旋随后迅速减弱，以热带低气压强度袭击佛罗里达州西海岸。9月8日，低气压在北卡罗莱纳州近海退化成残留低气压区，然后从哈特拉斯角（Cape Hatteras）附近登岸，系统穿越中大西洋地区，最终于9月17日在新英格兰上空消散。
受亨利影响，佛罗里达州多地有局部暴雨，但造成的破坏程度很轻。风暴残留给特拉华州和宾夕法尼亚州带去强降水，造成价值1960万美元（2003年美元，相当于2025年的3147萬美元）的破坏。特拉华州的河流洪灾创下新纪录，红土溪（Red Clay Creek）部分河段洪水属500年一遇水平。风暴对这些地区的影响还因接下来一周里来袭的飓风伊莎贝尔而严重加剧。

### 飓风伊莎贝尔
9月1日，一股东风波离开非洲海岸，并于9月6日清晨在佛得角群岛西南部海域发展成第十三号热带低气压。系统迅速增强成热带风暴伊莎贝尔。由于所处海域水温较高，风切变很少，风暴继续增强，于9月7日成为飓风，再于次日达到大型飓风标准。接下来几天里，气旋从小安的列斯群岛北部经过，其强度出现波动，再于9月11日达到风力时速270公里的最高强度，成为2003年大西洋飓风季的唯一一场五级飓风。经过四天的强度波动后，飓风因风切变的不利影响而逐渐减弱。9月18日，伊莎贝尔以风速每小时165公里强度从北卡罗莱纳州的了望岬（Cape Lookout）和奥克拉科克岛（Ocracoke Island）之间登陆。系统继续向西北方向移动，先是在宾夕法尼亚州西部上空转变成温带气旋，最终于9月19日被安大略上空的另一个各大规模风暴吸收。
北卡罗莱纳州到新英格兰之间地区都受到伊莎贝尔产生的狂风影响，影响范围还向西延伸至西弗吉尼亚州。由于之前的降水已经导致土壤湿软，因此这些狂风导致沿途大量树木倒塌、供电线路中断，停电用户数量一度高达600万。沿海地区受到巨浪和强烈风暴潮的冲击，北卡罗莱纳州东部和弗吉尼亚州东南部都因狂风和风暴潮受到严重破坏。伊莎贝尔沿途一共造成高达36亿美元的巨额损失（2003年美元，相当于2025年的59.6億美元），还引起47人丧生，其中16人是直接因风暴遇难。
宾夕法尼亚州、西弗吉尼亚州、马里兰州、新泽西州和特拉华州州长宣布全州进入紧急状态。伊莎贝尔是继1999年9月的飓风弗洛伊德（Floyd）以来第一个对中大西洋地区和上南方构成威胁的大型飓风，造成的损失主要来自洪灾，弗吉尼亚州部分地区的受灾程度是继1972年飓风艾格尼丝以来最惨重的。超过6000万人受到一定程度的影响，这个数字与飓风弗洛伊德接近，但比其它近期飓风都要多。

### 第十四号热带低气压
9月6日，一股强劲东风波离开非洲海岸，并且几乎立即就与广阔的表面环流关联起来。受有利的上层风影响，系统组织结构迅速改善，于9月8日在佛得角群岛最南端的东南方向约465公里洋面发展成第十四号热带低气压。低气压起初未能保持深层对流组成的内核，形成位置附近还存在干燥空气，但美国国家飓风中心还是认为气旋所处环境有利于发展，可以达到飓风强度。
形成仅数小时后，低气压中心附近的对流就已消亡，带状特征也已消散。低气压上空的干燥空气有大幅增加，到了9月9日，国家飓风中心已认为气旋不会达到热带风暴的最低标准。当晚，有上层低气压南下到达系统西侧，导致风切变增多，并使系统向西北偏北稳步前进。途经佛得角群岛以西近海期间，气旋中的环流变得拉长，并与对流分隔开来，虽然给群岛带去暴雨，但系统9月10日便已消散。

### 飓风胡安
9月14日，一股大规模东风波离开非洲海岸，受不利的风切变影响，其组织结构起初杂乱无章。到了9月20日，系统的对流区因与上层低气压关联而激增，于9月24日在百慕大东南方向洋面发展成第十五号热带低气压。气旋在北上期间稳步组织，于9月25日强化成热带风暴并获名“胡安”（Juan），再于次日达到飓风强度。由于水温较高，风切变很少，胡安于9月27日在新斯科舍哈利法克斯以南约1020公里海域达到持续风速每小时165公里的最高强度。飓风加速北上，在逼近哈利法克斯海岸期间只出现小幅减弱，于9月29日以风力时速160公里强度从哈利法克斯附近登陆。风暴在穿越加拿大海洋省份期间迅速减弱，最终在圣罗伦斯湾上空被更大规模的温带气旋吸收。
飓风胡安的风眼墙直接从哈利法克斯上空经过，上一次出现这种情况则是一个多世纪前的1893年8月，胡安也成为该市现代史上造成破坏最严重的热带气旋之一。飓风产生的风暴潮有1.5米高，创下新的纪录，在哈利法克斯和达特茅斯（Dartmouth）海滨引发大规模洪灾。狂风导致大面积地区树木倒塌，多条输电线缆中断，大量房屋受损，风暴还直接造成4人死亡，间接导致4人丧生。超过80万人失去供电。几乎所有因风而产生的破坏都发生在气旋路途以东，损失总额达1.5亿美元（2003年美元，相当于2025年的2.48億美元）。

### 飓风凯特
飓风凯特源于9月25日热带大西洋中部的一股东风波。风暴向西北方向前进，但受副热带高压脊出现薄弱环节的影响转向东进。凯特增强成飓风，并在围绕中层低气压移动期间突然向西大幅转向，于10月4日强化成风力时速205公里的大型飓风。风暴之后又围绕反气旋边缘急剧向北转向并逐渐减弱，从纽芬兰岛以东经过后转变成温带气旋。这场温带风暴又持续了3天，最终在斯堪的纳维亚附近失去踪影。
凯特在飓风胡安重创新斯科舍仅一周后对加拿大大西洋省份构成威胁，但最终有惊无险，对陆地产生的影响很小，仅限于给纽芬兰岛带去的暴雨和中等强度大风。圣约翰斯在10月6日记录下45毫米降水，创下当地在每年这一天中降雨量的新纪录。此外，凯特与北面的高气压区相互影响，给北卡罗莱纳州和新英格兰沿海带去约1米高的海浪。

### 热带风暴拉里
9月17日，一股东风波离开非洲西海岸，于9月27日在加勒比海西部发展出低气压区。9月29日，系统沿尤卡坦半岛登岸，并因与基本保持静止的锋面天气系统相互影响而发展成温带气旋。随着深层对流增多，系统于10月1日转变成热带风暴拉里。风暴总体向南飘移，在达到风力时速100公里的最高强度后于10月5日登陆墨西哥塔巴斯科州，成为1973年的热带风暴布伦达以来首场登陆该州的风暴。拉里的残留穿过特万特佩克地峡，逐渐退化成残留低气压区，最终于10月7日在东太平洋逐渐消散。
拉里降下暴雨，墨西哥东南部的上华雷斯（Upper Juarez）降雨量最高，达629.2毫米。降雨引发多场泥石流并造成破坏，这其中还有东太平洋热带低气压诺拉和热带风暴奥拉夫的影响。拉里一共造成5人丧生，经济损失达5360万美元（2003年美元，相当于2025年的8878萬美元）。

### 热带风暴明迪
10月1日，一股东风波离开非洲海岸向西移动。10月8日，小安的列斯群岛各地都出现雷雨天气，东风波也缓慢组织。圣克洛伊岛的克里斯琴斯特德降雨量达到75毫米，龐塞附近更有181毫米。波多黎各东北部有约2万9000人失去供电。降水破坏了拉斯彼德拉斯和瓜亞馬的多座桥梁，还引起河流泛滥、树木倒霉，有4条道路因岩崩封闭。一辆汽车被水卷走，还有少量房屋被淹，总计经济损失至少有4万6000美元（2003年美元，相当于2025年的7.62萬美元）。
系统转向西北，从副热带高压脊的薄弱点通过，虽受强烈风切变的不利影响，但还是于10月10日在多明尼加东部上空发展成热带风暴明迪，达到的最高风速为每小时75公里。聖地亞哥-羅里蓋茲省的降雨量为60毫米，引起洪灾并导致320套房屋受损。美国国家飓风中心一度预测明迪的风速会达到每小时105公里，但气旋实际上由于风切变影响而减弱。风暴中心于10月11日从特克斯和凯科斯群岛附近经过，大特克島上的风速只达到每小时50公里。10月12日，明迪降级成热带低气压，之后因短波槽逼近而转朝东面前进。深层对流消亡后，系统环流于10月14日在百慕大西南编南方向约715公里洋面消散。明迪给佛罗里达州到北卡罗莱纳州之间的美国东海岸带去了0.6至0.9米的涌浪。

### 热带风暴尼古拉斯
热带风暴尼古拉斯源于10月13日热带大西洋海域中部的一股东风波，其存在期间一直受到中层风切变影响，因此发展速度较为缓慢。尼古拉斯的深层对流缓慢组织，于10月17日达到风力时速110公里的最高强度。风暴存在的大部分时间里都在向西北偏西方向移动，之后转向北上，并因风切变增多而减弱。风暴再度转向西进并有短暂增强，之后又一次转向北上，于10月24日转变成温带气旋。成为温带风暴后，尼古拉斯以环状路径向西移动，之后一星期里，风暴前进方向很不稳定，并逐渐组织成热带低气压，再由另一片不具备热带天气系统特征的低气压吸收。低气压继续向西移动，穿越佛罗里达州后最终于11月5日在美国墨西哥湾沿岸地区上空消散。
尼古拉斯在热带气旋阶段没有对陆地产生影响，之后吸收系统的低气压也只产生了一些降水、阵风和大浪。吸收尼古拉斯的低气压几乎发展成了热带气旋，但由于受到中等程度的风切变限制，系统无法得到进一步发展。

### 热带风暴奥德特
热带风暴奥德特于12月4日在加勒比海西南部形成，是继1984年的飓风丽丽以来首场在12月形成的热带风暴。奥德特的强度有所提高，于12月6日以中等热带风暴强度从法尔索角（Cabo Falso）附近登陆多明尼加共和国。一天后，风暴转变成温带气旋，最终与冷锋融合。
气旋在多明尼加引起泥石流和山洪爆发，直接导致8人遇难，还间接造成两人丧生，该国35%的香蕉作物毁于一旦。此外，波多黎各还出现小到中雨。

### 热带风暴彼得
12月5日，大西洋有温带气旋发展形成并向南移动，与西风带分离。中心附近有对流发展，系统于12月7日在亚速尔群岛西南偏南方向约1340公里海域组织成亚热带风暴。气旋在温度较高的水域上空向西南方向前进，中心上空有深层对流继续组织。带状特征增长后，美国国家飓风中心于12月9日宣布位于佛得角群岛西北方向约1580公里洋面的系统已成为热带风暴，并以“彼得”（Peter）为其命名。加上之前的热带风暴奥德特，2003年大西洋飓风季也成为1887年以来第一个在12月发展出两场风暴的大西洋飓风季。彼得还标志着2003年大西洋飓风季成为有纪录以来第8活跃的大西洋飓风季，自1950年美国国家飓风中心开始为热带气旋命名以来，命名名单使用到字母开头的名称这一情况只出现过7次，2003年大西洋飓风季便是其中之一。
美国国家飓风中心起初认为气旋不会继续增强，但彼得却发展出了眼状特征，于12月9日晚达到持续风速每小时110公里强度。通常来说，具备眼状特征意味着风暴已达飓风标准，但这个风眼只持续了很短的时间，彼得仍属热带风暴。气旋转向北上，朝之前吸收热带风暴奥德特的同一锋面系统靠近，并因强烈上层风和较低水温的共同影响迅速减弱。到12月10日时，彼得已降级成热带低气压，并在转向东北后于次日被冷锋吸收。

## 气旋能量指数排名
| 1 | 63.28 | 伊莎贝尔 | 9  | 2.76 | 奥德特 |
| 2 | 43.16 | 费边     | 10 | 2.63 | 安娜   |
| 3 | 21.89 | 凯特     | 11 | 2.10 | 埃里卡 |
| 4 | 9.40  | 胡安     | 12 | 1.39 | 比尔   |
| 5 | 9.24  | 克劳德特 | 13 | 1.10 | 彼得   |
| 6 | 7.25  | 尼古拉斯 | 14 | 0.85 | 明迪   |
| 7 | 4.56  | 丹尼     | 15 | 0.53 | 亨利   |
| 8 | 4.15  | 拉里     | 16 | 0.49 | 格雷斯 |

右侧的表格列出了本季所有风暴的气旋能量指数。大致来说，气旋能量指数通过对飓风的强度和持续时间来计算，强度越高，持续时间越长的风暴（如伊莎贝尔和费边），其相应指数也越高。伊莎贝尔是1950年后形成的极少数气旋能量指数超过50（104 kt2）的飓风之一，也是仅有的7场气旋能量指数超过60的飓风之一。